# Lang Lang
Lang Lang (郎朗S; Shenyang, 14 giugno 1982) è un pianista cinese.

## Biografia
Lang Lang a soli due anni vede, in un episodio del cartone animato Tom & Jerry, Tom suonare il pianoforte (la Rapsodia ungherese n. 2 di Liszt) e si innamora di questo strumento musicale. L'anno successivo prende le prime lezioni con la maestra Zhu Ya-Fen e a cinque anni inizia a suonare in pubblico, vincendo la Shenyang Piano Competition ed esibendosi nel suo primo recital.
A nove anni i suoi genitori decidono di fargli tentare l'ammissione al Conservatorio di musica di Pechino. Lang Lang si trasferisce con il padre nella grande metropoli e, con grande sofferenza, si separa dalla madre che rimane a Shenyang per lavorare e mantenere la famiglia. Inizia per Lang Lang un periodo durissimo. La sua nuova insegnante, soprannominata "professoressa Rabbia"  è sempre insoddisfatta e gli toglie ogni sicurezza, fino a rifiutarsi di dargli lezione, sostenendo che l'allievo è privo di talento. Il padre va su tutte le furie e Lang Lang, disperato, smette di suonare. Dopo alcuni mesi, la direttrice del coro della scuola e i compagni che Lang Lang accompagnava al pianoforte lo implorano di ricominciare a suonare e di aiutarli nella preparazione del coro. Gli porgono lo spartito della Sonata K 330 di Mozart, chiedendogli di eseguire l'Andante cantabile (II movimento). Questo riaccende in Lang Lang la passione per l'amatissimo strumento. 
(autobiografia di Lang Lang)
Alla fine, studiando sotto la guida di suo padre e del professor Zhao Ping-Guo, entra al Conservatorio classificandosi al primo posto. Nel 1993 vince la Xing Hai Cup Piano Competition a Pechino e l'anno seguente gli viene conferito il primo premio alla quarta competizione internazionale per giovani pianisti in Germania.
Nel 1995, a 13 anni, suona gli Studi op. 10 e op. 25 di Chopin alla Concert Hall di Pechino, e lo stesso anno vince la Čajkovskij International Young Musicians' Competition in Giappone eseguendo il Concerto in fa minore per pianoforte e orchestra n. 2 di Chopin, accompagnato dalla Moscow Philharmonic Orchestra.
La popolarità in occidente gli arriva nel 1999 con una sostituzione all'ultimo minuto (introdotto da Isaac Stern) di André Watts al "Galà del Secolo" del Ravinia Festival di Highland Park, dove esegue il Concerto per pianoforte n. 1 di Čajkovskij con la Chicago Symphony Orchestra diretta da Christoph Eschenbach. Nel 2001 ha debuttato alla Carnegie Hall di New York, accompagnato da Yuri Temirkanov. Da allora, si è esibito con regolarità con importanti orchestre.
Le esecuzioni di Lang Lang hanno suscitato pareri critici discordanti. Da un lato, un critico musicale del Chicago Tribune lo ha definito "il più grande e più esaltante talento pianistico che abbia sentito in tanti anni di presenza ai recital". Dall'altro lato, alcuni critici, pur riconoscendone le capacità tecniche, hanno ritenuto che le sue interpretazioni siano poco approfondite.
Lang Lang è noto anche per l'esagerazione di gesti ed espressioni facciali che recentemente ne hanno condizionato alcune esecuzioni, ad esempio della Rapsodia Ungherese di Liszt. Anche per questo è stato criticato, ma altri l'hanno difeso per la sua esternazione dei "sentimenti".
Una testimonianza del suo approccio ironico all'esecuzione musicale è la sua esecuzione dello studio op. 10 n. 5 di Fryderyk Chopin in cui ha reinventato la parte della mano destra suonando con una mela.
Nel 2009 è stato vincitore del premio "Arturo Benedetti Michelangeli" durante il Festival Pianistico Internazionale a Brescia, ma Giuliana Guidetti, ex moglie di Arturo Benedetti Michelangeli, fu talmente in disaccordo con il conferimento del premio a Lang Lang, che si rifiutò di consegnare personalmente il premio al pianista cinese per poi revocare il permesso di utilizzare il nome del marito nel festival.
Nel 2015 suona nella diretta su Rai 1 in mondovisione per l'evento di apertura dell'Expo 2015 con Andrea Bocelli.
Sempre nel 2015 collabora con Jean-Michel Jarre per la realizzazione del brano The Train & the River contenuto nell'album Electronica 1: The Time Machine.
Lang Lang si è esibito di fronte a numerose personalità politiche di tutto il mondo, tra cui l'ex segretario generale delle Nazioni Unite Kofi Annan, il presidente Barack Obama, la regina Elisabetta II del Regno Unito, il presidente cinese Hu Jintao, il presidente tedesco Horst Köhler, il presidente russo Vladimir Putin, l'ex presidente francese Nicolas Sarkozy e il presidente della Polonia Lech Kaczyński.
Il 3 giugno 2019 Lang Lang si è sposato con la pianista Gina Alice Redlinger a Parigi, nel Palazzo di Versailles.

## Discografia parziale
- Beethoven, Conc. per pf. n. 1, 4 (CD + DVD) - Lang/Eschenbach/Orch. de Paris, 2007 Deutsche Grammophon
- Chopin, Conc. per pf. n. 1-2 - Lang Lang/Mehta/Wiener Philharmoniker, 2008 Deutsche Grammophon
- Chopin, Conc. per pf. n. 2/Son. n. 3./Studi op.10 n. 3 - Lang Lang/Mehta/Wiener Philharmoniker, 2005/2008 Deutsche Grammophon. Nona posizione nella classifica Classical Albums
- Ciaikovsky Mendelssohn, Conc. per pf. n. 1 - Lang/Barenboim/Chicago Symphony Orchestra, 2003 Deutsche Grammophon
- Liszt, Raps. ungh. n. 2/Sogno d'amore/Reminiscenze da Don Giovanni - Lang Lang, Deutsche Grammophon
- Rachmaninov, Conc. per pf. n. 2/Rapsodia op. 43 - Lang/Gergiev/Orch. del Teatro Mariinsky 2004 Deutsche Grammophon
- Rachmaninov Ciaikovsky, Trio pf. n. 1/Trio pf. op. 50 - Lang Lang/Repin/Maisky, 2009 Deutsche Grammophon
- Lang Lang, Best of Lang Lang (contiene Concerto di Nigel Hess, inedito) - Il meglio di Lang Lang, 2003/2008 Deutsche Grammophon
- Lang Lang, Live at Carnegie Hall (7 novembre 2003) - Schumann/Haydn/Schubert/Chopin, Deutsche Grammophon
- Lang Lang, Registrazioni complete 2000-2009 - Include Bonus CD, Deutsche Grammophon
- Lang Lang, The very best of Lang Lang - 12 brani leggendari, 2003/2008 Deutsche Grammophon
- Lang Lang, The Vienna album - Haydn/Mozart/Beethoven, 2015 Deutsche Grammophon

## DVD parziale
- Lang Lang, Live at Carnegie Hall (7 novembre 2003) - Schumann/Haydn/Schubert/Chopin, 2003 Deutsche Grammophon